# Inenek-Inti
| in · n · n | k |

| in · n · n | k |

Inenek, nazývaná také Inti, byla staroegyptská královna, manželka faraóna Pepiho I. ze 6. dynastie.

## Hrobka
Inenek-Inti byla pohřbena v pyramidě v Sakkáře. Její pyramida je součástí pyramidového komplexu jejího manžela Pepiho I. Nachází se také západně od komplexu královny Nebuunet. Inenek-Inti mohla být o něco výše postavená než Nebuunet, jejíž pyramida je o něco menší.